# Mandelonitrile
Il mandelonitrile è una cianidrina presente in piccole quantità nell'endocarpo di alcuni frutti. L'enantiomero (R)-(+) presente in natura trova utilizzo nella sintesi organica di composti chirali.
Viene scisso in cianuro e benzaldeide per azione dell'enzima mandelonitrile liasi. In seguito a idrolisi forma acido mandelico.

## Preparazione
Il mandelonitrile in miscela racemica può essere preparato in maniera simile alle altre cianidrine. Una metodo di sintesi sfrutta la reazione tra benzaldeide e bisolfito di sodio, con formazione di un addotto intermedio che viene convertito in miscela racemica di mandelonitrile tramite successivo trattamento con cianuro di sodio: